# Emile Heskey
Emile William Ivanhoe Heskey (født 11. januar 1978 i Leicester, England) er en engelsk tidligere fodboldspiller, der spillede som angriber. Han havde gennem karrieren ophold hos blandt andet Leicester, Liverpool og Birmingham, og nåede desuden 62 kampe for det engelske landshold.

## Klubkarriere

### Leicester City
Heskey startede sin seniorkarriere i 1994 hos Leicester City i sin fødeby, hvor han spillede frem til 2000. Han var med til at sikre klubben to af sine største triumfer, da holdet i både 1997 og 2000 vandt Liga Cuppen efter finalesejre over henholdsvis Middlesbrough F.C. og Tranmere Rovers.
I marts 2000 blev Heskey solgt til storklubben Liverpool F.C. for en pris på 11 millioner britiske pund.

### Liverpool F.C.
Heskey debuterede for Liverpool den 11. marts 2000 i et Premier League-opgør mod Sunderland A.F.C., og scorede allerede 1. april samme år sit første mål i en kamp mod Coventry City. Han spillede en afgørende rolle i klubbens succesfulde 2000-01-sæson, hvor holdet med Heskeys hjælp vandt både Liga Cuppen, FA Cuppen og UEFA Cuppen.
Heskey spillede for Liverpool frem til sommeren 2004, hvorefter han blev solgt til Birmingham City for 4,75 millioner pund.

### Birmingham City
I de følgende to sæsoner spillede Heskey hos Birmingham City, som han debuterede for den 14. august 2004 i et opgør mod Portsmouth F.C. Hans ophold i Birmingham var dog præget af svingende præstationer samt skadesproblemer, og i juli 2006 blev han solgt videre til Wigan Athletic.

### Wigan Athletic
Heskey debuterede for Wigan den 19. august 2006 i et opgør mod Newcastle United. De næste to et halvt år spillede han for klubben, og scorede 15 mål i 82 ligakampe. Han spillede en vigtig rolle i at klubben i de pågældende sæsoner mod forventning overlevede i Premier League.

### Aston Villa
Den 23. januar 2009 blev Heskey købt af Aston Villa, og fik sin debut for klubben fire dage senere i et opgør mod Portsmouth F.C..
Han spillede her indtil 2012, hvor han blev solgt til et A-League hold.

## Landshold
Heskey nåede i sin tid som landsholdsspiller (1999-2010) at score blot syv mål i 62 kampe for Englands landshold, som han har spillet for i en periode på ti år, med debut 28. april 1999 i en venskabskamp mod Ungarn. Han blev efterfølgende udtaget til den engelske trup til både EM i 2000, VM i 2002, EM i 2004 og VM i 2010.
Heskeys første landskampsmål blev scoret i en venskabskamp mod Malta den 7. juni 2002. Hans hidtil vigtigste scoring var dog et mål mod Danmark i 1/8-finalen ved VM i 2002.

## Titler
Liga Cup
- 1997 og 2000 med Leicester City
- 2001 med Liverpool F.C.

FA Cup
- 2001 med Liverpool F.C.

UEFA Cup 2001 med Liverpool F.C.
UEFA Super Cup
- 2001 med Liverpool F.C.

Beast Cup